# Britt Baker
Brittany Baker (nascida em 23 de abril de 1991) é uma lutadora profissional e dentista americana contratada pela All Elite Wrestling .
Baker nasceu em Punxsutawney, Pensilvânia, em 23 de abril de 1991. Ela tem um irmão mais novo. Ela começou seu treinamento de wrestling profissional em junho de 2014, quando se matriculou na academia de treinamento do International Wrestling Cartel em South Hills, Pensilvânia . Baker está em um relacionamento com o lutador da WWE Adam Cole.

## Carreira na luta profissional

### Circuito independente (2015–2019)

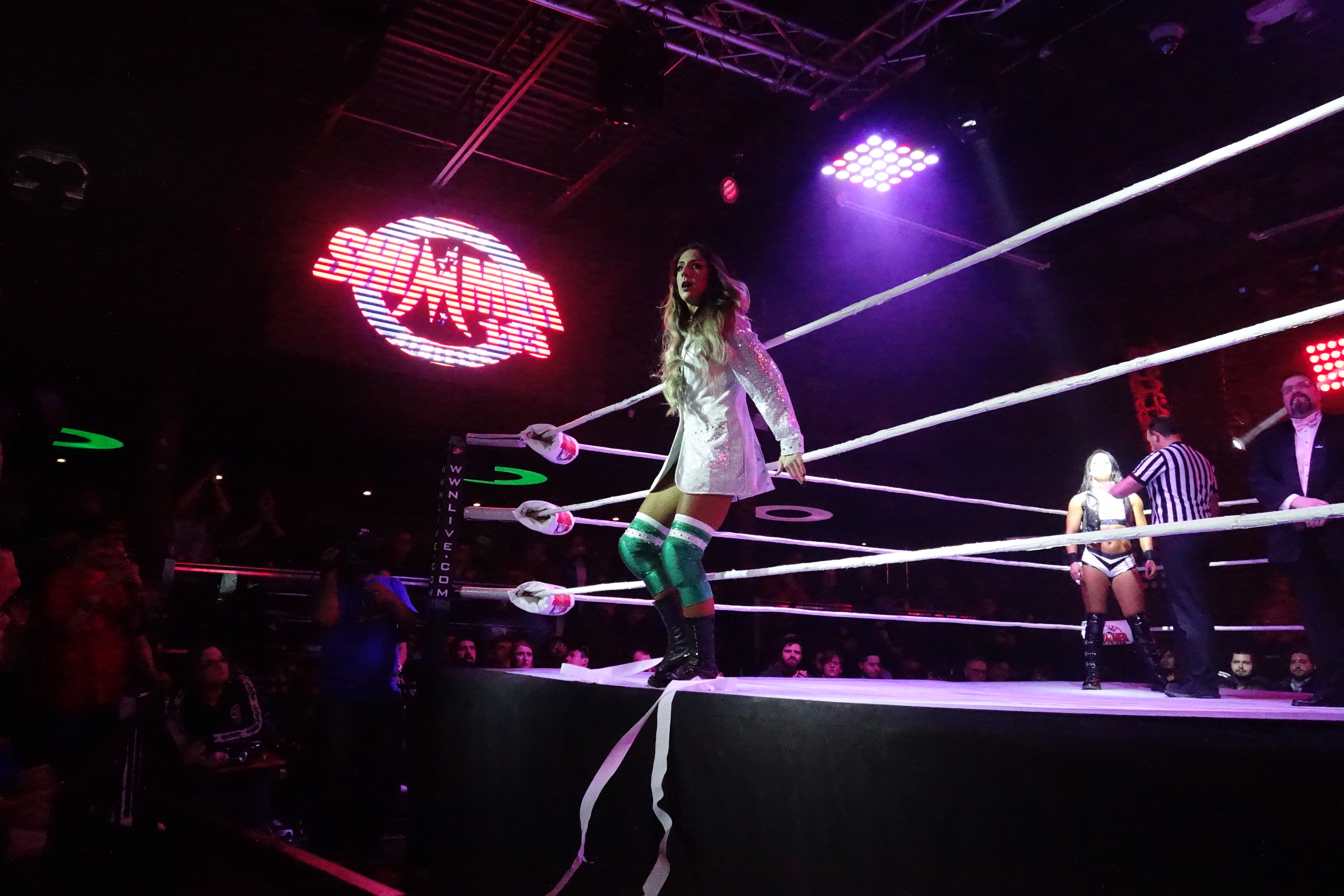
Baker no Shimmer Volume 113 em abril de 2019

Baker fez sua estréia no wrestling profissional em um evento Wrestling Internacional Cartel (IWC) em agosto de 2015, competindo ao lado Palace Andrew contra Dylan Bostic e Ray Lyn em uma tag team match, onde Baker e Palace foram vitoriosos. No ano seguinte, Baker apareceu no WWE Raw como uma jobber, perdendo para Nia Jax em uma squash match. Em 10 de dezembro de 2016, Baker se tornou a primeira campeã feminina do IWC ao derrotar April Sera, Marti Belle e Sonya Strong em uma four way elimination match. Ela foi derrotada por LuFisto pelo título em julho de 2017.
Em 1 de setembro de 2018, ela competiu em uma luta de sobrevivência contra Madison Rayne, Chelsea Green e Tessa Blanchard no evento pay-per-view All In, que foi vencido por Blanchard. Baker reconquistou o Campeonato Feminino do IWC ao derrotar LuFisto e Ray Lyn em uma luta three-way em outubro, apenas para cair novamente em novembro de 2018 para Katie Arquette.

### All Elite Wrestling (2019 - presente)
Em 2 de janeiro de 2019, foi relatado que Baker assinou com a nova promoção All Elite Wrestling (AEW), sendo o primeiro talento feminino a assinar com a promoção. Ela fez sua estréia para a promoção em 25 de maio em seu pay-per-view inaugural, Double or Nothing, onde derrotou Nyla Rose, Kylie Rae e Awesome Kong em uma fatal-four-way match. Em 13 de julho, ela competiu em uma luta de duplas ao lado de Riho no Fight for the Fallen, onde as duas foram derrotadas por Bea Priestley e Shoko Nakajima . Baker sofreu uma concussão legítima devido a um chute de Priestley durante a partida, que incitou uma rivalidade entre as duas. Em 31 de agosto, Baker competiu no Women's Casino Battle Royale por uma oportunidade no AEW Women's World Championship no pré-show All Out, durante o qual ela eliminou Shazza McKenzie, ODB, Brandi Rhodes, Mercedes Martinez e Priestley antes que ela mesma fosse eliminado por Rose. Baker derrotou Priestley no pré-show Full Gear em 9 de novembro.
No Chris Jericho's Rock 'N' Wrestling Rager at Sea Part Deux: Second Wave, que foi ao ar na Dynamite em 22 de janeiro de 2020, Baker virou heel após repreender o comentarista Tony Schiavone após sua vitória sobre Priscilla Kelly . Em maio, Baker machucou a perna durante uma luta de tag team, na qual ela e Rose derrotaram Hikaru Shida e Kris Statlander, mais tarde afirmando que ela voltaria aos ringues em setembro no All Out . Baker então começou uma rivalidade com Big Swole, que envolveu Swole sequestrando-a e jogando-a em uma lata de lixo durante um episódio de Dynamite . Em julho, ela foi submetida a uma cirurgia no nariz para reparar um desvio de septo . No All Out, Baker perdeu para Big Swole em uma partida de Tooth and Nail, que foi gravada em seu consultório odontológico.

## Estilo de luta livre profissional e personalidade
A profissão legítima de Baker como dentista era frequentemente mencionada como parte de sua personagem na AEW, tanto que Pro Wrestling Torch observou que "se tornou uma paródia". O personagem foi originalmente descrito como "feliz", mas após Baker virar uma vilã, foi descrito como "muito orgulhoso" e "delirante". Ela também começou a se referir a si mesma como um "modelo". Em relação, Baker usa uma fusão de um armlock scissored e a mandible claw, que ataca a boca de um oponente, como um finalizador, chamado Lockjaw. O personagem também é amigo do comentarista Tony Schiavone e do colega lutador Rebel.

## Campeonatos e conquistas
- Cartel de Wrestling Internacional
  - Campeonato Feminino IWC (2 vezes) [35]
- Monster Factory
  - Campeonato Feminino de MFPW (1 vez) [36]
- Pro Wrestling Illustrated
  - Classificada na 33ª posição entre as 100 melhores lutadoras do PWI Female 100 em 2019[37]
- Remix Pro Wrestling
  - Campeonato Remix Pro Fury (1 vez)
- WrestleCircus
  - Campeonato WC Big Top Tag Team (1 vez) - com Adam Cole[38]
- Zelo Pro Wrestling
  - Campeonato Zelo Pro Feminino (1 vez)